# Поузен (Мічиган)
Поузен (англ. Posen) — селище (англ. village) в США, в окрузі Преск-Айл штату Мічиган. Населення — 270 осіб (2020).

## Географія
Поузен розташований за координатами 45°15′44″ пн. ш. 83°41′56″ зх. д. / 45.26222° пн. ш. 83.69889° зх. д. (45.262242, -83.698861).  За даними Бюро перепису населення США в 2010 році селище мало площу 2,59 км², уся площа — суходіл.

## Демографія
Згідно з переписом 2010 року, у селищі мешкали 234 особи в 110 домогосподарствах у складі 54 родин. Густота населення становила 90 осіб/км².  Було 144 помешкання (56/км²).
Расовий склад населення:
| - 96,2 % — білих - 1,3 % — корінних американців - 0,4 % — вихідців з тихоокеанських островів |

До двох чи більше рас належало 2,1 %. Частка іспаномовних становила 0,0 % від усіх жителів.
За віковим діапазоном населення розподілялося таким чином: 22,2 % — особи молодші 18 років, 54,3 % — особи у віці 18—64 років, 23,5 % — особи у віці 65 років та старші. Медіана віку мешканця становила 46,0 року. На 100 осіб жіночої статі у селищі припадало 85,7 чоловіків;  на 100 жінок у віці від 18 років та старших — 85,7 чоловіків також старших 18 років.
Середній дохід на одне домашнє господарство  становив 32 155 доларів США (медіана — 28 750), а середній дохід на одну сім'ю — 36 635 доларів (медіана — 35 833). За межею бідності перебувало 34,8 % осіб, у тому числі 55,6 % дітей у віці до 18 років та 26,5 % осіб у віці 65 років та старших.
Цивільне працевлаштоване населення становило 94 особи. Основні галузі зайнятості: освіта, охорона здоров'я та соціальна допомога — 44,7 %, роздрібна торгівля — 14,9 %, виробництво — 8,5 %, будівництво — 8,5 %.